# Lista de episódios de Os Under-Undergrounds
Essa é uma lista de episódios da série animada brasileira Os Under-Undergrounds.

## Resumo
| Temporada | Temporada | Episódios | Exibição original      | Exibição original                                                   |
| Temporada | Temporada | Episódios | Estreia de temporada   | Final de temporada                                                  |
| --------- | --------- | --------- | ---------------------- | ------------------------------------------------------------------- |
|           | 1         | 26        | 9 de maio de 2016      | 1 de agosto de 2016                                                 |
|           | 2         | 26        | 6 de fevereiro de 2021 | 2 de agosto de 2021 (TV Cultura) 28 de agosto de 2021 (Nickelodeon) |

## Lista De Episódios

### 1ª temporada (2016)
| Episódio (série) | Episódio (temp.) | Título                       | Escrito por                                   | Storyboards por                       | Exibição original   | Código de produção |
| --- | ---------------- | ---------------------------- | --------------------------------------------- | ------------------------------------- | ------------------- | ------------------ |
| 1a | 1a               | "Piloto"                     | Fernando Alonso, Hugo Oda e Nelson Botter Jr. | Isra                                  | 9 de maio de 2016   | 101a               |
| Heitor acaba sendo expulso de sua própria banda. Desolado, o guitarrista acaba se distraindo e caindo em um bueiro, indo parar numa cidade subterrânea habitada por estranhas criaturas humanoides. Música:                                                         |                  |                              |                                               |                                       |                     |                    |
| 1b | 1b               | "Diferentes Iguais"          | Henrique Melhado                              | Hugo Takahashi                        | 9 de maio de 2016   | 101b               |
| A banda apresenta o mundo Underground para Heitor. Bob fica desconfiado desse tal humano, mas no final, os dois acabam se entendendo. |                  |                              |                                               |                                       |                     |                    |
| 2b | 2b               | "Rock na Escola"             | Ricardo Grynszpan                             | Breno Licursi                         | 16 de maio de 2016  | 102b               |
| Os Under-Undergrounds esquecem que precisavam compor uma canção original para a aula de música. Sem inspiração, eles resolvem tocar uma música da Terra. Será que essa "trapaça" vai passar despercebida?                                                           |                  |                              |                                               |                                       |                     |                    |
| 3a | 3a               | "No Limite do Mundo"         | Rodolfo Vicentin                              | Isla Garcia                           | 23 de maio de 2016  | 103a               |
| É o dia da família e vai rolar uma gincana cujo prêmio é uma viagem para o "LIMITE DO MUNDO". Será essa uma passagem de volta para a Terra? |                  |                              |                                               |                                       |                     |                    |
| 3b | 3b               | "Trauma de Bob"              | Ricardo Grynszpan                             | Isra                                  | 23 de maio de 2016  | 103b               |
| Os Under-Undergrounds vão fazer seu primeiro show. Só tem um problema, Bob não consegue tocar em público. Seus amigos irão ajuda-lo a superar esse trauma. |                  |                              |                                               |                                       |                     |                    |
| 4a | 4a               | "Casal Mais Freak da Escola" | Keka Reis                                     | Tony Neto                             | 30 de maio de 2016  | 104a               |
| Staringo, o professor de música tem uma paixão secreta pela cozinheira da escola, Bunny. Heitor e Layla irão dar dicas de como Staringo pode conquista-la e acabam despertando um sentimento especial entre eles.                                                   |                  |                              |                                               |                                       |                     |                    |
| 4b | 4b               | "A Agência"                  | Henrique Melhado                              | Isla Garcia                           | 30 de maio de 2016  | 104b               |
| Os Under-Undegrounds junto com o cientista Fígaro Neto irão investigar a existência de uma agência secreta que controla o acesso entre a Terra e o mundo Underground.                                                                                               |                  |                              |                                               |                                       |                     |                    |
| 5a | 5a               | "O Guitarrista James"        | Rodolfo Vicentin                              | Hugo Takahashi e Isla Garcia          | 6 de junho de 2016  | 105a               |
| Os Under-Undergrounds querem adicionar um segundo guitarrista na banda. James é um guitarrista prodígio, mas eles terão que disputá-lo com a Verruga Elétrica e ainda terão de lidar com o ciúme e orgulho de Heitor.                                               |                  |                              |                                               |                                       |                     |                    |
| 5b | 5b               | "Meninos e Meninas"          | Keka Reis                                     | Isla Garcia                           | 6 de junho de 2016  | 105b               |
| Layla não aguenta mais as brincadeiras dos meninos e se aproxima da turma da Britney. Sem ela, os meninos não conseguem se organizar. Por outro lado Layla tem dificuldades de se adaptar ao estilo de vida da Britney.                                             |                  |                              |                                               |                                       |                     |                    |
| 6a | 6a               | "Nem Tudo é o que Parece"    | Henrique Melhado                              | Tony Neto                             | 13 de junho de 2016 | 106a               |
| James tem pavor de aliens, mas na teoria, Heitor é um alien do mundo Underground. Como James lidará com essa informação? Eles terão também que lidar com o mistério do sumiço dos instrumentos da banda.                                                            |                  |                              |                                               |                                       |                     |                    |
| 6b | 6b               | "Heitor Sozinho"             | Ricardo Grynszpan                             | Breno Licursi                         | 13 de junho de 2016 | 106b               |
| Fígaro Neto conta para Heitor que encontrou uma passagem de volta para a Terra. Fígaro e Heitor vão em busca dessa passagem enquanto o resto da banda vai a uma entrevista de rádio.                                                                                |                  |                              |                                               |                                       |                     |                    |
| 7a | 7a               | "Reverberação"               | Rodolfo Vicentin                              | Breno Licursi                         | 20 de junho de 2016 | 107a               |
| Os Unders assistem a um documentário sobre a Reverberação, a banda mais famosa do Underground. No fim da entrevista, Kurt, o baixista da banda, revela que conhece a Terra e Heitor vê nisso uma nova chance de voltar pra casa.                                    |                  |                              |                                               |                                       |                     |                    |
| 7b | 7b               | "O Perigo Mora ao Lado"      | Keka Reis                                     | Isla Garcia                           | 20 de junho de 2016 | 107b               |
| Os Under-Undergrounds vão se inscrever no concurso de bandas, mas James e Heitor acabam se separando da turma para ir atrás do Kurt. Ao mesmo tempo Ozzy e Lester marcam uma entrevista com Kurt.                                                                   |                  |                              |                                               |                                       |                     |                    |
| 8a | 8a               | "Tal Pai, Tal Lud"           | Henrique Melhado                              | Felipe Zanfelice e Heloísa M. Matsuda | 27 de junho de 2016 | 108a               |
| O pai de Lud propõe ao filho que ele passe uns dias na firma. Lud fica dividido entre a aprovação do pai ou seguir seu sonho de ser músico. |                  |                              |                                               |                                       |                     |                    |
| 8b | 8b               | "Todos por Um"               | Gisela Marques                                | Fabrício Pretti                       | 27 de junho de 2016 | 108b               |
| É a primeira etapa do concurso de bandas e o nervosismo dos Under-Undergrounds faz com que eles tenham dificuldades para tocar como um grupo. |                  |                              |                                               |                                       |                     |                    |
| 9a | 9a               | "Ele é o Cara"               | Ricardo Grynszpan                             | Debora Kamogawa                       | 4 de julho de 2016  | 109a               |
| Zack convida os Under-Undergrounds e o resto da turma para uma festa em sua casa de praia. Enquanto está lá, Heitor passa o dia competindo com Zack pela atenção de Layla.                                                                                          |                  |                              |                                               |                                       |                     |                    |
| 9b | 9b               | "Trapaça"                    | Henrique Melhado                              | Elisa Baasch                          | 4 de julho de 2016  | 109b               |
| A Agência está cada vez mais perto de encontrar o humano que invadiu o Underground. Heitor, Lester e Fígaro constroem um rádio para se comunicar com a Terra e pedir ajuda. Ozzy intercepta esse sinal e captura Heitor.                                            |                  |                              |                                               |                                       |                     |                    |
| 10a | 10a              | "A Vida é uma Peça"          | Gisela Marques                                | Debora Kamogawa                       | 11 de julho de 2016 | 110a               |
| Os Under-Undegrounds vão apresentar a peça teatral Romildo e Julizeta. Cada um quer fazer do próprio jeito e acabam destruindo o palco. Quando todos resolvem colaborar, a peça acontece no melhor estilo musical.                                                  |                  |                              |                                               |                                       |                     |                    |
| 10b | 10b              | "Uma Única Chance"           | Keka Reis                                     | Felipe Zanfelice e Heloísa M. Matsuda | 11 de julho de 2016 | 110b               |
| É dia dos namorados e Layla e Heitor marcam um encontro, porém nesse dia Lester aparece para Heitor com uma chance de voltar para a Terra. Heitor vai com Lester, deixando Layla esperando, mas na última hora Heitor decide ficar.                                 |                  |                              |                                               |                                       |                     |                    |
| 11a | 11a              | "O Cavaleiro James"          | Hugo Oda                                      | Hugo Oda                              | 18 de julho de 2016 | 111a               |
| James está fissurado em um jogo de computador e isso está atrapalhando seu desempenho na banda. Porém, quando ele e o resto da banda são transportados para dentro do jogo, James precisará guiar os Unders nessa nova terra se eles quiserem voltar ao mundo real. |                  |                              |                                               |                                       |                     |                    |
| 11b | 11b              | "Câmera... Ação!"            | Ricardo Grynszpan                             | Fabrício Pretti                       | 18 de julho de 2016 | 111b               |
| Os Under-Undergrounds precisam fazer um vídeo para o concurso de bandas, o problema é que a banda da Britney já contratou tudo o que é preciso para realizar uma grande produção.                                                                                   |                  |                              |                                               |                                       |                     |                    |
| 12a | 12a              | "A Grande Final"             | Henrique Melhado                              | Francis Viveiros                      | 25 de julho de 2016 | 112a               |
| É a grande final do concurso de bandas e os Under-Undergrounds enfrentam a banda do Zack em um duelo musical. Durante a apresentação acontecem vários imprevistos, como se Heitor tivesse sido sabotado.                                                            |                  |                              |                                               |                                       |                     |                    |
| 12b | 12b              | "O Retorno de Ozzy"          | Henrique Melhado                              | Alexandre Bassani                     | 25 de julho de 2016 | 112b               |
| Zack descobre que Ozzy é pai do James e conta tudo sobre Heitor. Ozzy captura Heitor e agora os Unders, junto com Lester e Fígaro, precisam bolar um plano para resgatar Heitor.                                                                                    |                  |                              |                                               |                                       |                     |                    |
| 13a | 13a              | "A Grande Noite"             | Nelson Botter Jr.                             | Alexandre Bassani                     | 1 de agosto de 2016 | 113a               |
| Os Under-Undergrounds vão abrir o show da Reverberação, mas Heitor não pode aparecer em público. Eles bolam um plano para Heitor poder tocar, porém a Agência estará acompanhando essa apresentação de perto.                                                       |                  |                              |                                               |                                       |                     |                    |
| 13b | 13b              | "Hora de Ir"                 | Nelson Botter Jr                              | Isra                                  | 1 de agosto de 2016 | 113b               |
| Heitor foge com Kurt em direção a uma passagem para a Terra, mas Ozzy vai fazer de tudo para que Heitor não escape do mundo Underground. |                  |                              |                                               |                                       |                     |                    |

### 2ª temporada (2021)[2]
| Episódio (série) | Episódio (temp.) | Título                     | Escrito por  | Storyboards por            | Exibição original       | Código de produção |
| ---------------- | ---------------- | -------------------------- | ------------ | -------------------------- | ----------------------- | ------------------ |
| 1                | 1                | "O Meu Lugar"              | Andre Pacano | Felipe Teixeira e Hugo Oda | 6 de fevereiro de 2021  |                    |
| 2                | 2                | "O novo velho Guitarrista" | Andre Pacano | Felipe Teixeira e Hugo Oda | 13 de fevereiro de 2021 |                    |
| 3                | 3                | Encontros E Desencontros   |              |                            |                         |                    |
| 4                | 4                | Um Novo Aliado             |              |                            |                         |                    |
| 5                | 5                | Sem Limites                |              |                            |                         |                    |
| 6                | 6                | Pais E Filhos              |              |                            |                         |                    |
| 7                | 7                | Falha Técnica              |              |                            |                         |                    |
| 8                | 8                | Noite De Gala              |              |                            |                         |                    |
| 9                | 9                | Ouvido Mágico              |              |                            |                         |                    |
| 10               | 10               | Cinday                     |              |                            |                         |                    |
| 11               | 11               | Criaturas Da Noite         |              |                            |                         |                    |
| 12               | 12               | Layla E Os Underboys       |              |                            |                         |                    |
| 13               | 13               | Undernet Explorer          |              |                            |                         |                    |
| 14               | 14               | A Profecia                 |              |                            |                         |                    |
| 15               | 15               | A Quadrilha                |              |                            |                         |                    |
| 16               | 16               | Conflitos Na Undervan      |              |                            |                         |                    |
| 17               | 17               | Understock Parte 1         |              |                            |                         |                    |
| 18               | 18               | Understock Parte 2         |              |                            |                         |                    |
| 19               | 19               | Quem Vai Ficar Com Ela ?   |              |                            |                         |                    |
| 20               | 20               | Juntos De Novo             |              |                            |                         |                    |
| 21               | 21               | Cuidado Spoilers !!!       |              |                            |                         |                    |
| 22               | 22               | O Baile                    |              |                            |                         |                    |
| 23               | 23               | Um Dia Na Agência          |              |                            |                         |                    |
| 24               | 24               | Arquivo Desconfiado        |              |                            |                         |                    |
| 25               | 25               | O Começo De Uma Nova Era   |              |                            |                         |                    |
| 26               | 26               | Juntos Para Sempre !       |              |                            |                         |                    |